# Godthåbsvej
Godthåbsvej er en gade på Frederiksberg og i Vanløse i København mellem Falkoner Allé og Bellahøjvej. Vejen ligger i forlængelse af Rolighedsvej og Rosenørns Allé.

## Historie
Godthåbsvej var tilbage i tiden forbindelsen mellem Københavns Ladegård og Islev Mark.
Ved Godthåbsvej opførte Det Classenske Fideicommis i årene 1866-1880, hvor Aksel Møllers Have nu ligger, en by af arbejderboliger kaldet "De Classenske Boliger".
Den første Netto-butik i Danmark åbnede den 1. april 1981 på Godthåbsvej 195.
Grøndal Station på Ringbanen ligger på Godthåbsvej. Frem til 29. september 1996 hed den Godthåbsvej Station. Aksel Møllers Have Station på Cityringen ligger også ved Godthåbsvej.
Musikeren URO står bag nummeret Godthåbsvej hvor vejen nævnes i blandt andet linjen "På Godthåbsvej, hvor mit hjerte blev til dit".
- Den fredede bygning Store Godthåb (en) (nr 79) fra 1770
- Frederiksbergs communale Vandværk på Godthåbsvej 1879
- Sporvogn på Godthåbsvej 1969
- Biblioteket Godthåbsvej
- Godthåbsvej 191-193
- Godthåbsvej 96-102

## Transport
Godthåbsvej busbetjenes af Movias buslinjer 2A, 10 og 74. Derudover stopper linjerne 4A, 12, 18 og 21 ved Godthåbsvej.